# 吕志涛
吕志涛（1937年11月4日—2017年1月11日），浙江新昌人。中国结构工程专家。1997年当选为中国工程院院士。东南大学教授、国家预应力工程技术研究中心主任。
1961年于南京工学院（现东南大学）土木工程系本科毕业，1965年研究生毕业后留校任教。
曾获国家科技进步一等奖等奖励。
2017年1月11日19时45分，在南京逝世。